# Куэльпорр
Куэльпорр — горная вершина в центре Хибин при долине реки Кунийок, расположена в северной части городского округа город Кировск с подведомственной территорией Мурманской области. Высота — 901,8 м.
У подножья горы расположена туристическая база «Куэльпорр». Турбаза находится в 25 километрах от Кировска и связывается с ним летней грунтовой дорогой. На турбазе расположена база контрольно-спасательной службы МЧС России, небольшая гостиница и баня. Куэльпорр является популярным местом для туристов, путешественников и альпинистов и используется в основном для однодневных поездок. Примерно в 1 км от турбазы есть небольшой водопад.
В недрах горы в 1972 и 1984 годах были проведены ядерные взрывы с кодовыми названиями Днепр-1 и Днепр-2. В недрах горы были взорваны атомные заряды на 2,1 и 1,7 килотонн. В настоящее время уровень радиации на Куэльпорре и в окрестностях не отличается от естественного природного.

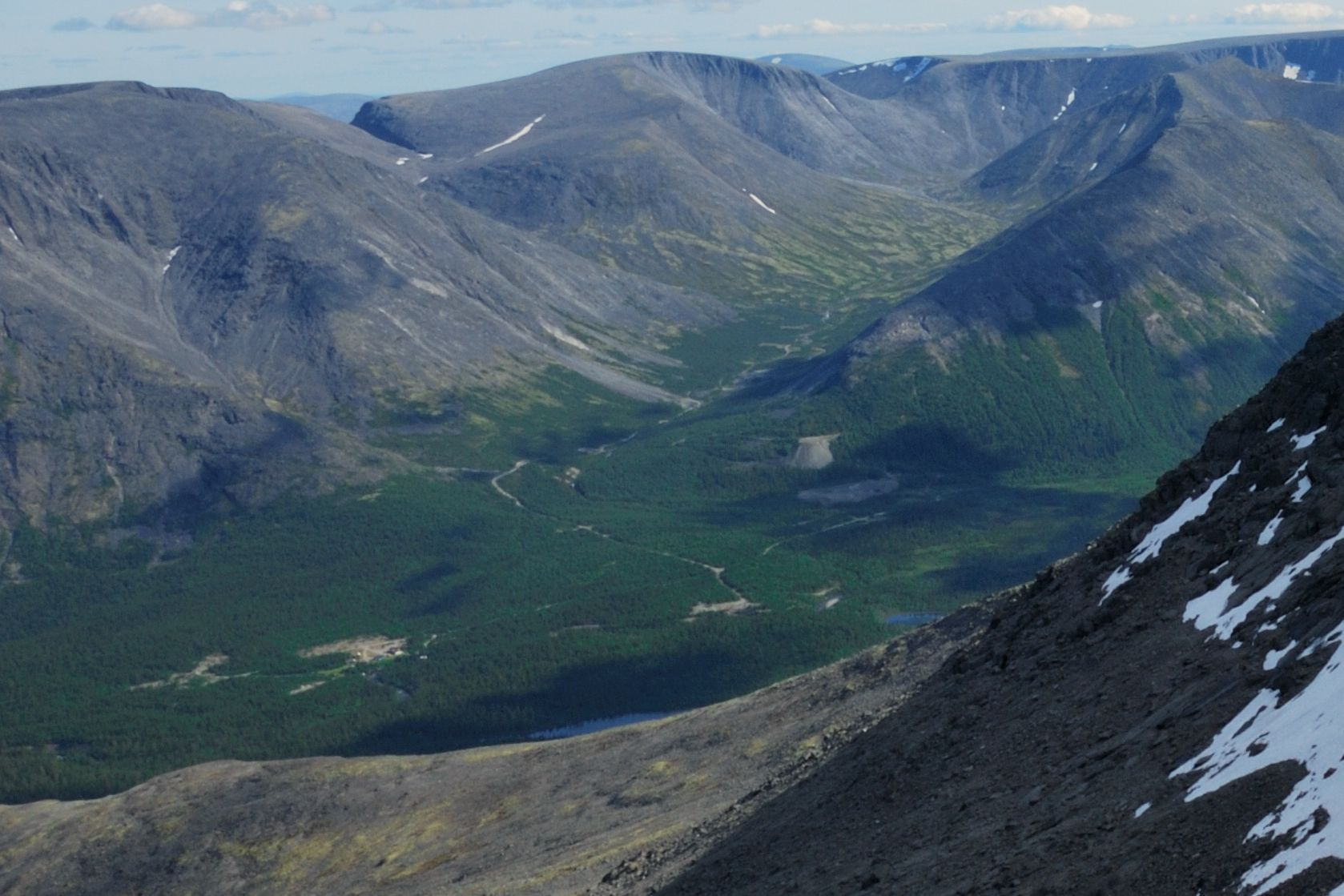
Место проведения подземных ядерных взрывов
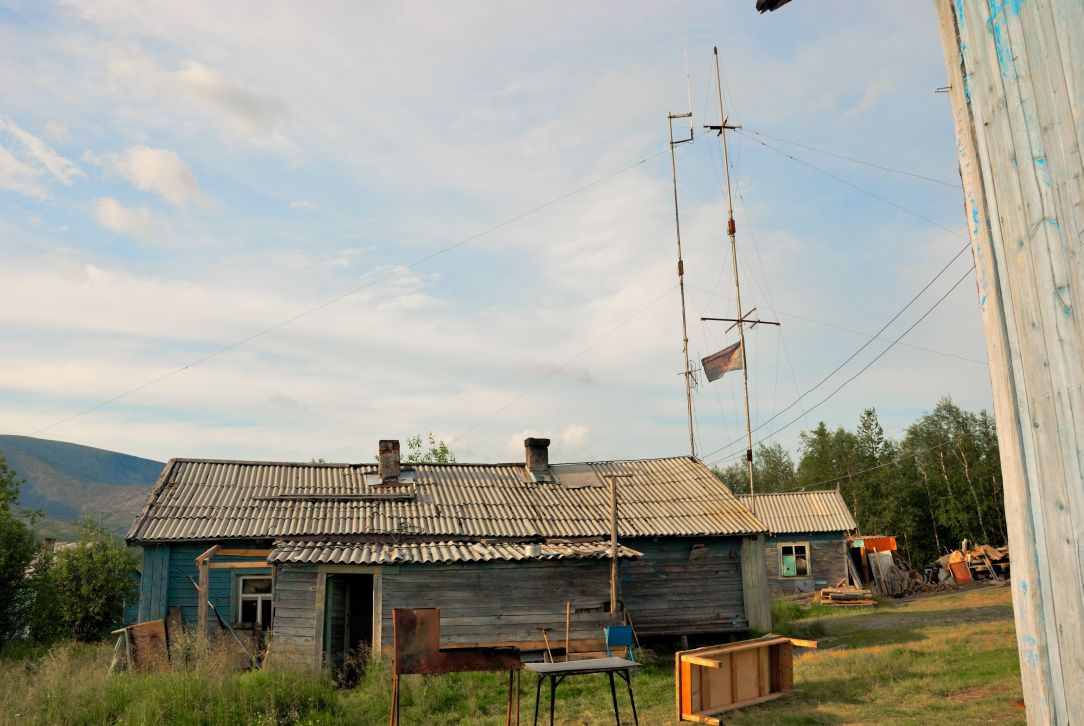
База спасателей